# Festival de Eurovisión de Jóvenes Bailarines 2017
La XV edición del Festival de Eurovisión de Jóvenes Bailarines tendrá lugar en la República Checa en 2017. El festival iba a celebrarse en un principio en Malta; sin embargo, la UER anunció el 23 de enero de 2017 que el evento no se celebraría en dicho país. Esta sería la tercera vez que la emisora nacional de Malta, Public Broadcasting Services (PBS), habría organizado un evento de Eurovisión, siendo los dos primeros el Festival de Eurovisión Junior en 2014 y 2016. El concurso se celebrará por segunda vez en la República Checa. 
El evento está dirigido a bailarines jóvenes de entre 16 y 21 años, que competirán con bailes modernos, ya sea individualmente o en pareja, siempre y cuando no se dedicasen profesionalmente al baile.

## Países participantes
| País y TV          | Representante        | Danza          | Coreógrafo                   |
| ------------------ | -------------------- | -------------- | ---------------------------- |
| Alemania NDR       | Danila Kapustin      | Desde Otello   | Goyo Montero                 |
| Eslovenia RTVSLO   | Patricija Crnkovič   | Desintegración | Patricija Crnkovič           |
| Malta PBS          | Denise Buttigieg     | Q.W.           | Joeline Tabone               |
| Noruega NRK        | Anna Louise Amundsen | These Days     | Tine Erica Aspaas            |
| Polonia TVP        | Paulina Bidzińska    | La Certa       | Jacek Przybyłowicz           |
| Portugal RTP       | Raquel Fidalgo       | Esquiva        | Marius Petipa                |
| República Checa ČT | Michal Vach          | Monólogo       | Michal Vach y Lenka Halašová |
| Suecia SVT         | Christoffer Collins  | Solo-X         | Sigge Modigh                 |

## Resultados
En la siguiente tabla se muestra el orden de actuación de los participantes:
| N.º | País y TV       | Participante         | Resultado |
| --- | --------------- | -------------------- | --------- |
| 01  | Noruega         | Anna Louise Amundsen | Eliminado |
| 02  | Alemania        | Danila Kapustin      | Eliminado |
| 03  | Malta           | Denise Buttigieg     | Eliminado |
| 04  | Portugal        | Raquel Fidalgo       | Eliminado |
| 05  | Polonia         | Paulina Bidzińska    | Finalista |
| 06  | Eslovenia       | Patricija Crnkovič   | Finalista |
| 07  | Suecia          | Christoffer Collins  | Eliminado |
| 08  | República Checa | Michal Vach          | Eliminado |

## Duelo de Finalistas
De los 10 participantes solo 2 pasan a la final donde se decide el ganador, el resto son eliminados.
| País y TV        | Participante       | Resultado  |
| ---------------- | ------------------ | ---------- |
| Eslovenia RTVSLO | Patricija Crnkovič | Subcampeón |
| Polonia TVP      | Paulina Bidzińska  | Campeón    |

### Artistas que regresan
- Patricija Crnkovic: Representó a Eslovenia en 2013.

## Otros países
Austria: El organismo de radiodifusión austríaco Österreichischer Rundfunk (ORF) anunció el 22 de noviembre de 2016 que no tenía planes de regresar en 2017. Austria participó por última vez en el Festival de Eurovisión de Jóvenes Bailarines 1997.
 Dinamarca: La DR ha confirmado que ellos no participarán en el próximo Festival de Eurovisión de Jóvenes Bailarines
 Eslovaquia: Anunció el 18 de mayo que decide retirarse.
 Finlandia: La cadena YLE ha confirmado que ellos no participarán en el Festival de Eurovisión de Jóvenes Bailarines 2017
 Francia El Jefe de la Delegación de France Télévisions ha confirmado que ellos no participarán en el próximo Festival de Eurovisión de Jóvenes Bailarines
 Irlanda: RTÉ ha confirmado que ellos no participarán en el próximo Festival de Eurovisión de Jóvenes Bailarines
 Islandia: RÚV anunció el 23 de mayo que no debutarían en esta edición
 Lituania: El Jefe de la Delegación de LRT ha confirmado que ellos no participarán en el próximo Festival de Eurovisión de Jóvenes Bailarines
 Letonia: El radiodifusor letón Latvijas Televīzija (LTV) anunció el 16 de diciembre de 2016 que no tenía planes de regresar en 2017.
 Países Bajos: Fuentes de la NTR an confirmado su retirada debido a problemas financieros
 Reino Unido: La BBC ha confirmado que no participarán en el próximo Festival de Eurovisión de Jóvenes Bailarines
 Ucrania: La emisora ucraniana National Television Company de Ucrania (NTU) anunció el 22 de diciembre de 2016 que no volvería en 2017 debido a su atención en los preparativos para el Festival de la Canción de Eurovisión 2017. Ucrania participó por última vez en el Festival de Eurovisión de Jóvenes Bailarines 2013

## Curiosidades
- Esta es la segunda vez que República Checa organiza un evento de Eurovisión.
- Portugal decide volver al festival dado a su éxito en el último Eurovisión en 2017 en donde obtuvo la victoria.
- Esta es la edición con menos participantes en la historia del concurso.

## Predecesor y sucesor
| Predecesor: Pilsen 2015 | Festival de Eurovisión de Jóvenes Bailarines Praga 2017 | Sucesor: Cancelado 2019 |